# Teatr impresaryjny
Teatr impresaryjny – teatr dysponujący własnym budynkiem oraz zespołem technicznym i administracją, bez stałego zespołu aktorskiego, wystawiający spektakle przygotowanej przez inne podmioty